# Běstvina
Běstvina (en allemand : Bestwin) est une commune du district de Chrudim, dans la région de Pardubice, en République tchèque. Sa population s'élevait à 550 habitants en 2022.

## Géographie
Běstvina se trouve à 4 km au sud-sud-est du centre de Třemošnice, à 20 km à l'ouest-sud-ouest de Chrudim, à 26 km au sud-ouest de Pardubice et à 88 km à l'est-sud-est de Prague.

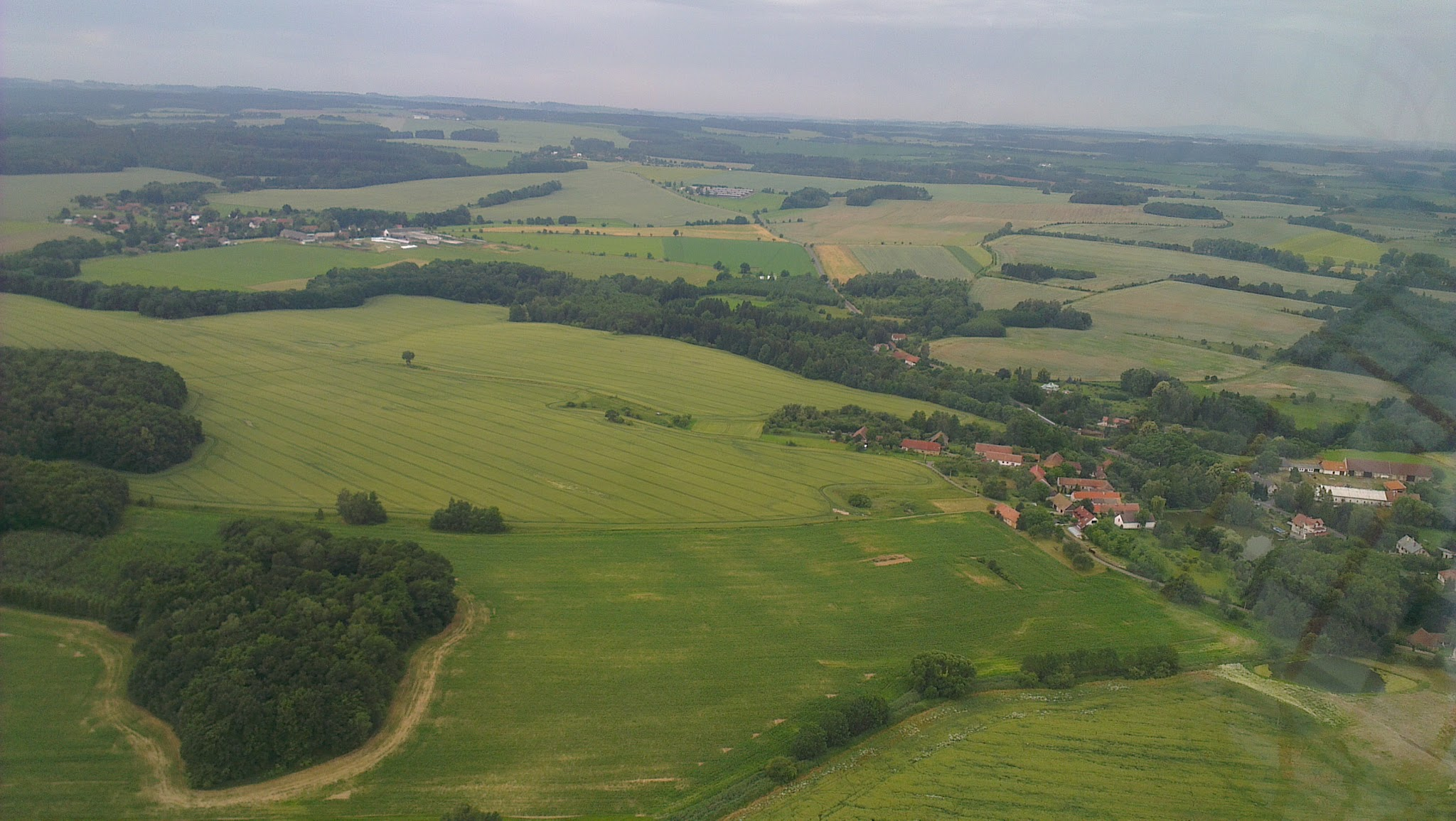
Vue aérienne de Běstvina.

La commune est limitée par Třemošnice au nord, par Seč à l'est, par Jeřišno et Borek au sud, et par Kraborovice, Heřmanice et Ronov nad Doubravou à l'ouest.

## Histoire
La première mention écrite de la localité date de 1137.

## Administration
La commune se compose de cinq sections :
- Běstvina
- Pařížov
- Rostejn
- Spačice
- Vestec

## Galerie

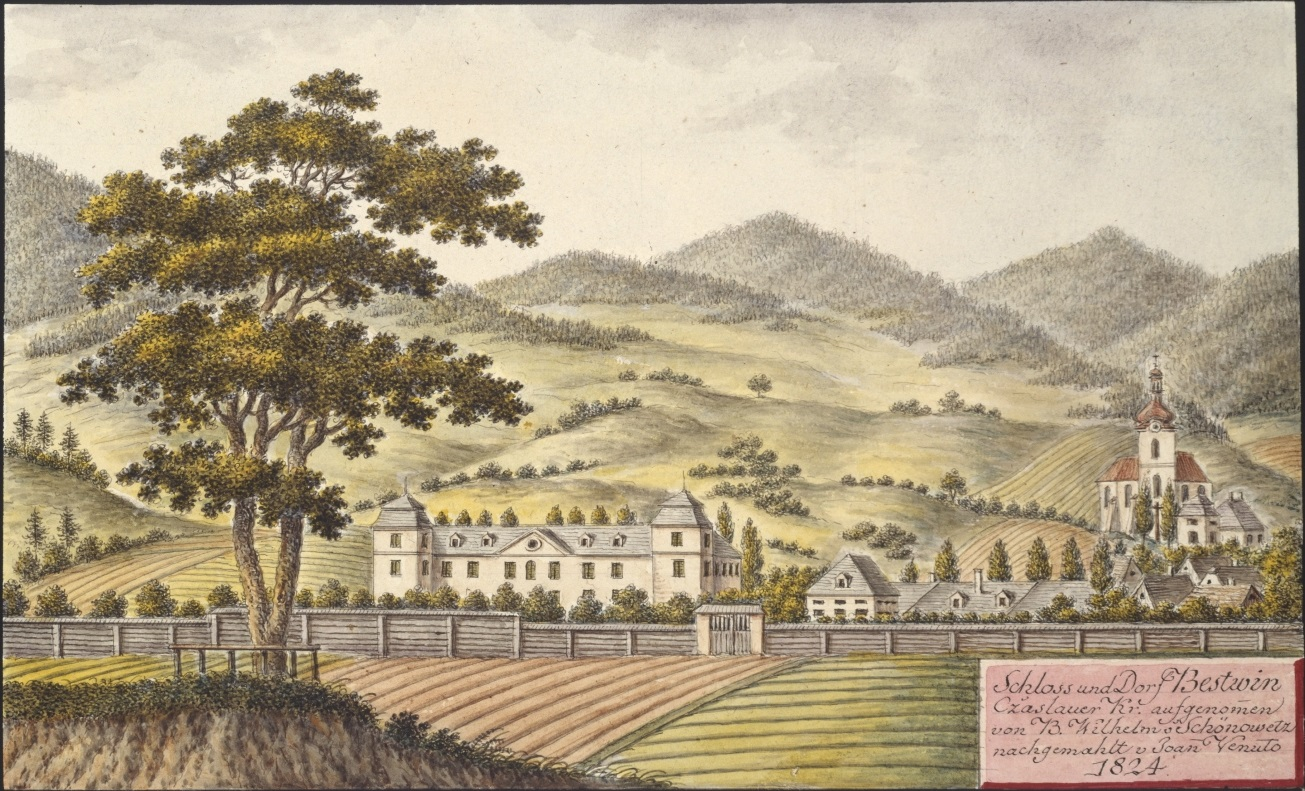
Château de Bestvina, par Joann Venuto (1824).
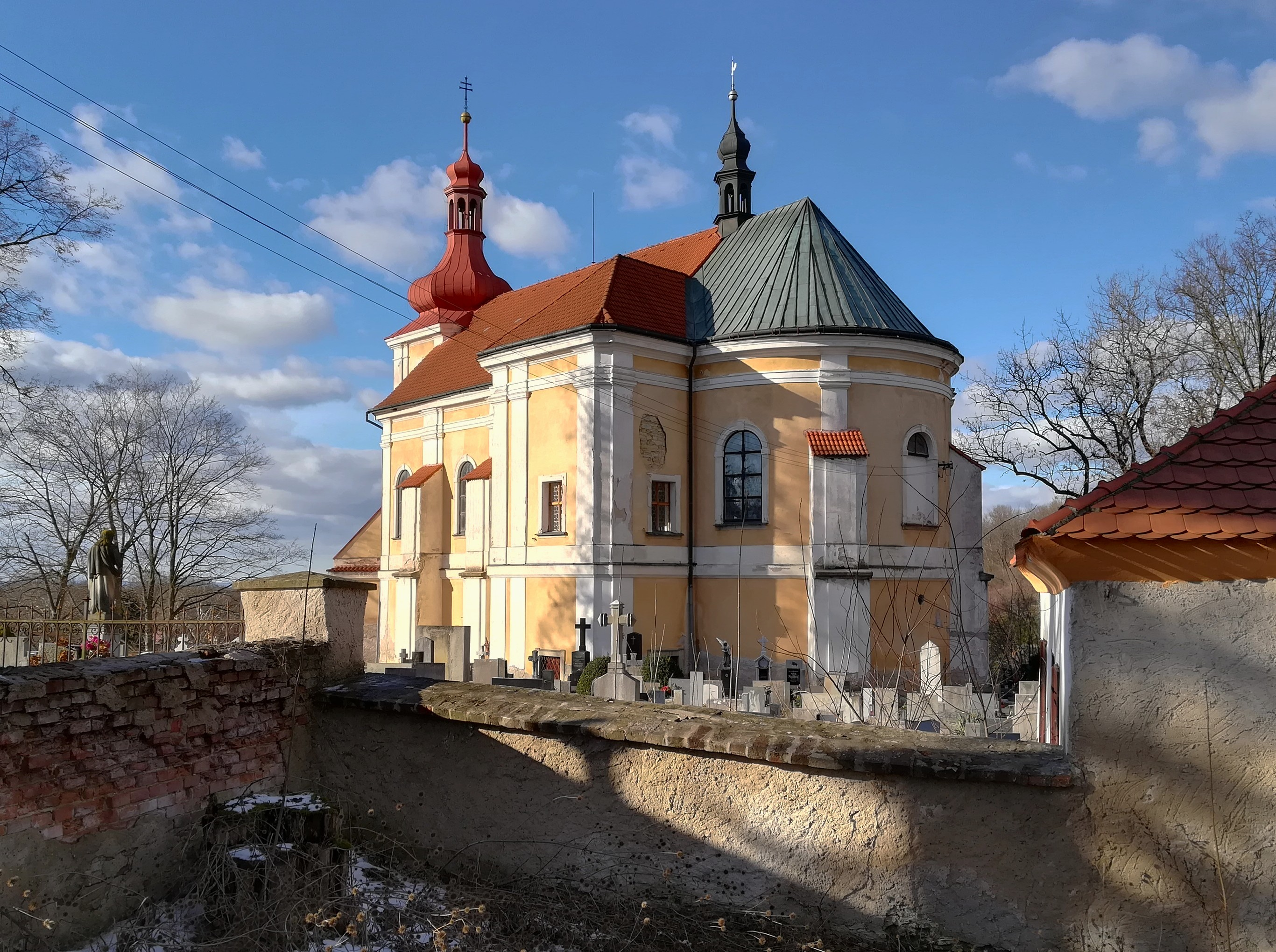
Église Saint-Jean-Baptiste.

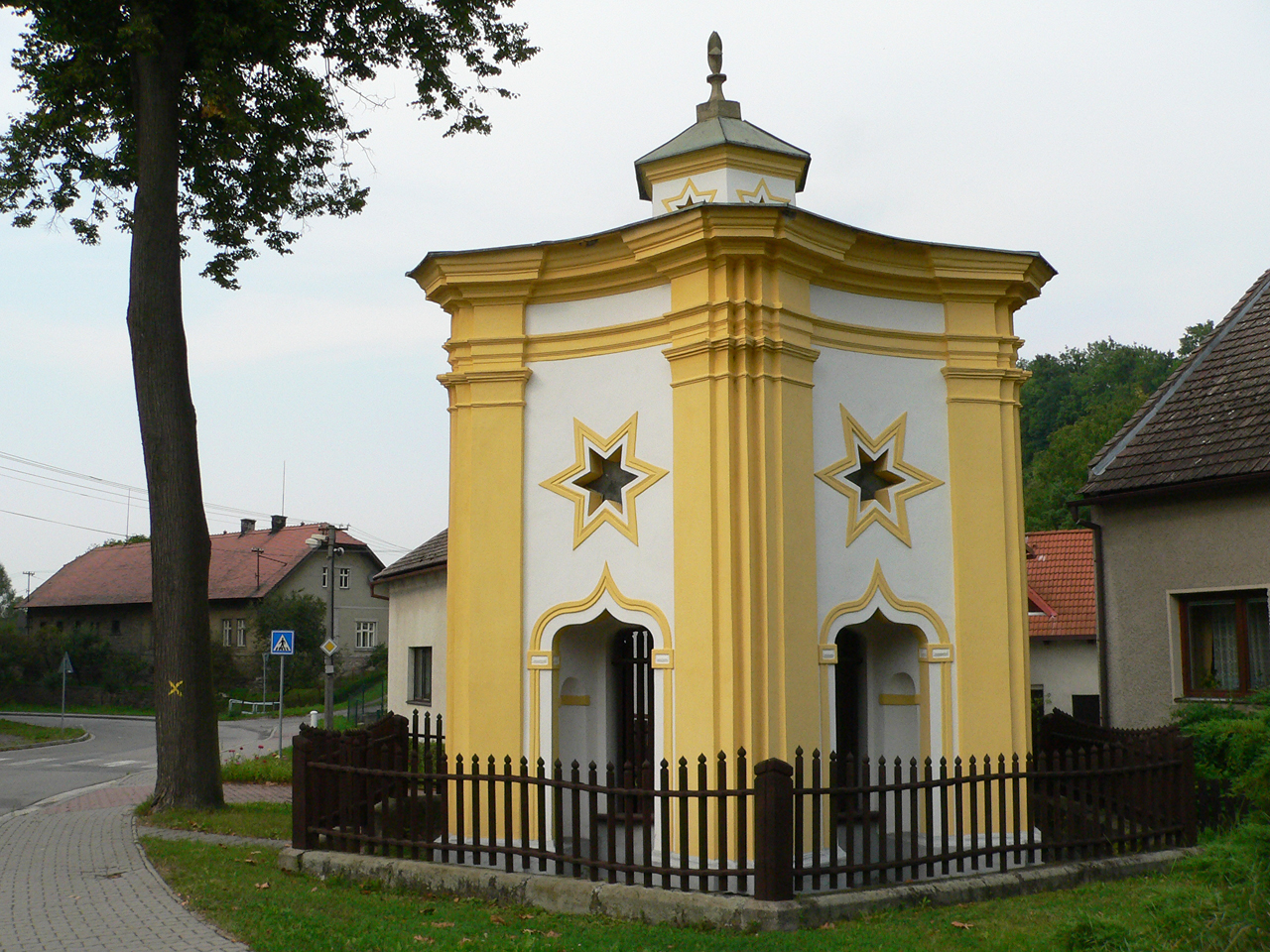
Chapelle Saint-Jean Népomucène.
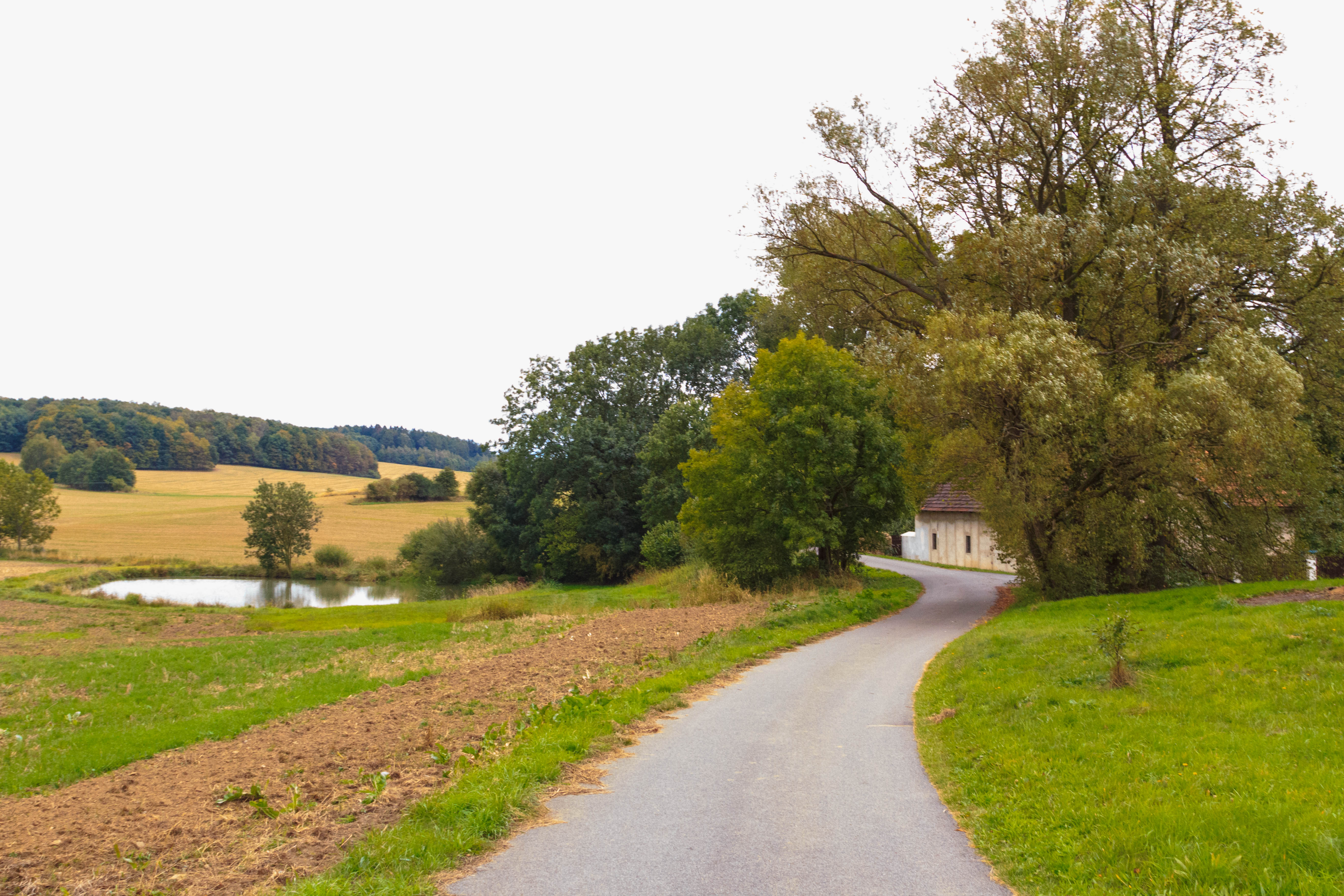
Hameau de Spačice.

## Transports
Par la route, Běstvina se trouve à 11 km de Golčův Jeníkov, à 27 km de Chrudim, à 38 km de Pardubice et à 114 km de Prague.